# インゲ・アイグナー
インゲ・アイグナー（ドイツ語: Inge Aigner、1943年1月30日 - ）は、オーストリアの短距離走の選手である。
彼女は、1964年夏季オリンピックに女子100メートルで出場した。